# Saulos Chilima
Saulos Klaus Chilima (Ntcheu, 12 febbraio 1973 – Mzuzu, 10 giugno 2024) è stato un politico malawiano,  per due volte vicepresidente del Malawi dal 2014 al 2019 e dal 2020 al 2024.
Morì all'età di 51 anni il 10 giugno 2024 in un incidente aereo vicino alla zona di Mzuzu, nella foresta di Chikangawa, insieme agli altri nove passeggeri, tra cui sua moglie, e ai due piloti.